# Progressiv skatt
Progressiv skatt är skatt som tas ut i större andel ju större inkomsten (eller annan storhet som skatten grundar sig på) är.
Den nominella progressionen i inkomstskatten ger inte en fullständig bild av skattesystemets progressivitet. Ofta bärs en stor del av skatterna in på andra kriterier än inkomsterna och inkomstfördelningseffekten av dessa måste tas i beaktande, liksom avdrag och skatteliknande avgifter. Till exempel har en sänkning av inkomstskatten kompenserad med en ökning av omsättningsskatten minskat den faktiska skatteprogressionen i Finland. För de flesta praktiska jämförelser är också bidragssystem och offentlig service väsentliga.

## Olika länder

### Sverige
I Sverige finns två steg: kommunal inkomstskatt (ca 32 procent) och statlig inkomstskatt (20 procent på inkomster över 43 283 kr per månad/ år 2021).

### Finland
Finland har en inkomstskatteskala med flera steg. Skatteprocenten för den statliga inkomstskatten ökar progressivt från 9 procent till 32 procent (år 2006). Därtill kommer en nominellt proportionell kommunalskatt som varierar kommunvis enligt kommunfullmäktiges beslut (2009 16,5–21 procent) och kyrkoskatt enligt församlingens beslut (1–2 procent 2007). Ett komplicerat avdragssystem ökar progressiviteten i de lägre inkomstklasserna (vissa avdrag gagnar också i första hand höginkomsttagare). Också ett antal skatteliknande avgifter beräknas utgående från inkomsten.
Om man räknar in effekten av bidrag och inkomstrelaterade avgifter är ”skatten” starkt regressiv för många i de lägsta inkomstklasserna.

## Historia
USA, där man hade hög andel fasta skatter kom skatter för låginkomsttagare strax efter första världskriget nivåer upp mot 77% av inkomsten, inberäknat normalskatt och supertax.
Därför införde man i början på 1930-talet kraftigt progressiva skatteskalor i USA. Under den stora depressionen så höjdes den högsta skattesatsen kraftigt från 25% på inkomst över 250,000 dollar under 1930 till 58% 1932. Den högsta skattesatsen fortsattes höjas tills den nådde 88% 1944. Den högsta skattesatsen för inkomster över 250,000 dollar fortsatte att ligga runt 90% fram till 1964. På 1970-talet var skatteskalorna kraftigt progressiva i de flesta västländer. I Sverige skrev Astrid Lindgren den berömda debattartikeln "Pomperipossa i Monismanien" om sin 102-procentiga marginalskatt, och den högsta skattesatsen i USA var 70 procent. Denna sänktes av Ronald Reagan till 28 procent, och den blocköverskridande skattereformen i Sverige 1990 minskade progressiviteten i skattesystemet betydligt.
Under 1990-talet och början av 2000-talet införde många före detta kommunistländer i Östeuropa platt skatt, det vill säga ett skattesystem helt utan progressivitet.